# 天本宏
天本 宏（あまもと ひろし、1943年（昭和18年） 4月25日生まれ- ）は、日本の医師・医学博士。医療法人財団天翁会（東京都多摩市）を設立し、初代理事長に就任した。地域包括ケアの先行モデルとして、多摩ニュータウンを中心とした「あいセーフティネット」の構築で知られる。
1980年に天本病院（東京都多摩市）を開設し、95年、医療法人財団天翁会設立、初代理事長に就任。老人の専門医療を考える会初代会長、日本慢性期医療協会初代会長、厚生省老人保健審議会委員、東京都医師会理事、多摩市介護保険運営協議会委員、全日本病院協会副会長、日本医師会常任理事、地域包括ケアシステム研究会委員などを歴任した。2016年に天翁会は社会医療法人河北医療財団と合併し、天翁会の事業はそのまま河北医療財団多摩事業部となった。マリアンナ医科大学臨床教授、高齢者住宅財団評議員、高齢者住宅推進機構理事、日本介護経営学会理事、多摩市健幸まちづくり推進協議会会長を歴任。
現在は河北医療財団理事長相談役。

## 人物・経歴
1943年、広島に医師の次男として生まれる。2歳の時に被爆したが、小学6年生の時に中国地方の「健康優良児」1位となり、新聞に載ったこともある。
広島大学附属高校を卒業後、東京慈恵会医科大学に入学。慈恵医大の「病気を診ずして病人を診よ」という全人的な医療に感銘を受け、その後の診療の基本姿勢となった
1969年、東京慈恵会医科大学卒業
1973年、聖マリアンナ医科大学神経精神医局勤務。「長谷川式認知症スケール」で知られる認知症研究の第一人者、長谷川和夫に師事。
1974年に長谷川和夫とともに東京都100地区の認知症実態調査に乗り出す。東京都在住の老人（65歳以上）5,000人を対象として精神医学的観点からの健康調査を行った。この時の実態調査研究を基に、当時は一般的であった高齢者・認知症患者を郊外の病棟に隔離収容するのではなく、在宅医療をベースに住み慣れた地域の中でケアすべきという「コミュニティケア」構想を時代に先駆けて提唱し、1980年より実践し続けている。
1980年代には介護が必要な老人が次々に病院に『収容』される事態となり、『寝たきり老人』が社会問題化された時代だった。天本はそんな中、地域に住む高齢者を在宅で支える仕組みづくりを独自に模索し始め、その具現化として1980年に多摩市の中心部に「天本病院」を開設。認知症であっても生涯地域で安心して生活し続けられるよう、地域全体を病棟と捉え、訪問診療・訪問看護・訪問リハビリテーションサービスを地域に展開。また、当時は一般的であった「付添婦」を独自に廃止し、病院が責任を持って介護を行い、新しい高齢者医療のモデルとして注目された。厚生省老人保健審議会委員時代には、介護を専門職の仕事として位置づけ、付添婦を廃止するように具申し、のちの介護福祉士の設立への糸口となった。
厚生省老人保健審議会委員（1989-1993）や日本医師会常任理事（2006-2008）、「地域包括ケアシステム研究会委員」（2009-2010）等の活動を通じて、在宅における医療・介護の提供体制について積極的に提言し、国の「地域包括ケアシステム構想」の結実に貢献した。
また、97歳の実母を在宅医療・遠距離介護で看取った自身の経験からも、本人の意思を尊重した高齢者の終末期の在り方・QOLの重要性について度々言及している。
天本宏は、信頼と安心の創造を理念とし、「天本病院」をはじめ、多摩ニュータウンを中心に開設した在宅医療・介護・福祉の事業所ネットワークを「あいセーフティネット」と名付けた。これは超高齢社会を支える「地域包括ケアシステム」の先駆的モデルとして知られ、首相や都知事をはじめ、国内外から多くの視察を受けている。

## 著書・関連書籍・論文
『痴呆を呈する老人疾患とその看護の要点』長谷川和夫 天本宏 共著 (臨牀看護1978年12月 へるす出版)
『老いと死を生きる―老人病院医師へのインタビュー』監修　新福尚武（老人病院総合センター 2004）
脳血管障害者の在宅リハビリ―家庭に帰ってイキイキ生活するための本]』監修　天本宏（宙出版 2000）
『実用マンガ　脳卒中の介護とリハビリ』監修 天本宏（主婦と生活社 1999）
『高齢者のコミュニティケア　医療を要する在宅療養者の生活の質の向上を目指して]』嶺学,天本宏共編 （御茶の水書房 1999 法政大学多摩地域社会研究センター叢書）